# Phymatinae

Ryciny Phymatinae z monografii Handlirsha

Phymatinae – podrodzina pluskwiaków z podrzędu różnoskrzydłych i rodziny zajadkowatych, obejmująca 291 gatunków. Takson kosmopolityczny. Należą tu drapieżne owady, zwykle o chwytnych przednich odnóżach.

## Taksonomia
Takson dawniej traktowany był przez wielu autorów jako osobna rodzina. Obecnie klasyfikowany jest jako podrodzina zajadkowatych w grupie określanej jako "Phymatine Complex". Badania filogenetyczne Hwanga i Weirauch z 2012 wskazują na monofiletyzm Phymatinae jak i "Phymatine Complex", obejmującego także Hammacerinae, Centrocnemidinae i Holoptilinae. Ponadto do kompleksu tego zalicza się jeszcze Elasmodeminae, których we wspomnianej analizie nie uwzględniono. "Phymatine Complex" zajmuje w obrębie zajadkowatych pozycję bazalną.
Do Phymatinae należy 291 gatunków z 28 rodzajów, zgrupowanych w 4 plemiona:
- Carcinocorini Handlirsch, 1897
- Macrocephalini Handlirsch, 1897
- Phymatini Laporte, 1832
- Themonocorini Carayon, Usinger et Wygodzinsky, 1958

## Opis
Pluskwiaki o spłaszczonym ciele z wielokątnym przedtułowiem i często romboidalnym odwłokiem. Wierzch ciała wskutek uniesienia niektórych brzegów zewnętrznych wklęsły. Zazwyczaj na głowie, odnóżach i brzegach przedtułowia obecne są różne wyrostki, niekiedy zakończone kolcami. Głowa często tak wysoka jak długa, w profilu prawie pięciokątna, zaopatrzona w krótki i gruby ryjek. U większości gatunków bukule zakrywają nasadę kłujki. Zakrywka często bez komórek. Jeśli komórki są obecne to występują też nadliczbowe, promieniście rozchodzące się z tyłu żyłki. Odnóża przednie różnie wykształcone: u Themonocorini kroczne z długimi kolcami na udach, u pozostałych chwytne o zlanych stopie i goleniu, a u Macrocephalini i Phymatini ponadto o powiększonych udach. Gruczoły na spodzie zatułowia położone blisko jego tylnej krawędzi. Samice mają zredukowane zewnętrzne narządy płciowe, zaś samce cechują paramery w kształcie kaczej głowy.

## Biologia
Owady drapieżne. Zwykle polują na swe ofiary wśród roślinności, ale larwy i dorosłe Themonocoris kinkalanus robią to w gniazdach wikłaczy. U Phymata fasciata stwierdzono dozorowanie przed- i pokopulacyjne, a u P. crassipes zdolność do wytwarzania dźwięków.

## Występowanie
Phymatini i Macrocephalini są rozsiedlone kosmopolitycznie, Carcinocorini ograniczone do krainy orientalnej, a Themonocorini do afrotropikalnej. W Polsce występuje tylko Phymata crassipes.